# Private Gold 93: The Sexual Adventures of Little Red
Private Gold 93: The Sexual Adventures of Little Red ist ein Porno-Spielfilm des Regisseurs Moire Candy aus dem Jahr 2007. Der Film wurde mit dem Eroticline Award als „Bester Europäischer Film“ ausgezeichnet und am 20. September 2007 in den USA veröffentlicht.
Der Titel des Films ist eine Anlehnung an das Märchen Rotkäppchen der Brüder Grimm (englisch: "Little Red Riding Hood").

## Handlung
Little Red erhält den Auftrag von Fairy Godmother ein Paket an Großmutter zu liefern und muss auf dem Weg dorthin unterschiedliche Herausforderungen meistern.

## Auszeichnungen
- 2007: Eroticline Award als „Bester Europäischer Film“
- Nominiert für den AVN Award 2008 als „Bester Ausländischer Film“
- Nominiert für den AVN Award 2008: „Bester fremdsprachiger Regisseur“